# Acremonium spegazzinii
Acremonium spegazzinii är en svampart som beskrevs av D. Hawksw. 1979. Acremonium spegazzinii ingår i släktet Acremonium, ordningen köttkärnsvampar, klassen Sordariomycetes, divisionen sporsäcksvampar och riket svampar.   Inga underarter finns listade i Catalogue of Life.